# Centrale nucléaire du Bugey
La centrale nucléaire du Bugey est une centrale nucléaire française, implantée sur la commune de Saint-Vulbas dans l'Ain en région Auvergne-Rhône-Alpes.
En 2024, EDF exploite quatre réacteurs à eau pressurisée de 900 MWe appartenant au palier CP0 : les réacteurs no 2, 3, 4 et 5. Ils produisent en moyenne entre 20 et 24 milliards de kWh par an, soit 40 % des besoins en électricité de la région Auvergne-Rhône-Alpes.
Le réacteur no 1 de 540 MWe appartenant à la filière UNGG est à l'arrêt depuis 1994 et en cours de démantèlement. Un projet de construction d'une paire d'EPR2 est prévue sur le site, après réalisation d'une première paire à la centrale de Penly et d'une deuxième à la centrale de Gravelines.

## Caractéristiques du site
La centrale est implantée sur la commune de Saint-Vulbas dans l'Ain en limite sud-ouest du Bugey, à 23 kilomètres d'Ambérieu-en-Bugey, 35 kilomètres à l'est de Lyon, à 20 km au sud-est de Meximieux et à 97 kilomètres au nord-ouest de Grenoble. La centrale est à 118 km au sud-ouest de Genève en Suisse.
Le site occupe une superficie d'une centaine d'hectares sur la rive droite du Rhône, et comprend,,:
- quatre réacteurs à eau pressurisée (REP) en fonctionnement,
- un réacteur de la filière UNGG, définitivement arrêté en 1994 et en cours de démantèlement,
- un magasin inter-régional de stockage de combustible nucléaire neuf,
- une installation de conditionnement et d'entreposage des déchets radioactifs (ICEDA), mise en service en 2020,
- la Force d’action rapide du nucléaire (FARN).

Une zone horticole est créée en 1984 en aval du site du Bugey, approvisionnée en eau tiède (25 à 30 °C) prélevée sur les circuits de refroidissement des réacteurs no 4 et 5, avant passage dans les tours aéroréfrigérantes,.

## Caractéristiques des réacteurs
| Nom du réacteur | Modèle | Statut                    | Puissance   | Puissance   | Puissance        | Début de construction | Première divergence | Raccordement au réseau | Mise en service commercial | Arrêt définitif |
| Nom du réacteur | Modèle | Statut                    | Nette [MWe] | Brute [MWe] | Thermique [MWth] | Début de construction | Première divergence | Raccordement au réseau | Mise en service commercial | Arrêt définitif |
| --------------- | ------ | ------------------------- | ----------- | ----------- | ---------------- | --------------------- | ------------------- | ---------------------- | -------------------------- | --------------- |
| Bugey-1         | UNGG   | En cours de démantèlement | 540         | 555         | 1 954            | 1er décembre 1965     | 21 mars 1972        | 15 avril 1972          | 1er juillet 1972           | 27 mai 1994     |
| Bugey-2         | CP0    | Opérationnel              | 910         | 945         | 2 785            | 1er novembre 1972     | 20 avril 1978       | 10 mai 1978            | 1er mars 1979              |                 |
| Bugey-3         | CP0    | Opérationnel              | 910         | 945         | 2 785            | 1er septembre 1973    | 31 août 1978        | 21 septembre 1978      | 1er mars 1979              |                 |
| Bugey-4         | CP0    | Opérationnel              | 880         | 917         | 2 785            | 1er juin 1974         | 17 février 1979     | 8 mars 1979            | 1er juillet 1979           |                 |
| Bugey-5         | CP0    | Opérationnel              | 880         | 917         | 2 785            | 1er juillet 1974      | 15 juillet 1979     | 31 juillet 1979        | 3 janvier 1980             |                 |
| « Bugey-6 »     | EPR2   | En projet                 | ~1 670      | ~1 750      | ~4 590           |                       |                     |                        | 2042 (estimé)              |                 |
| « Bugey-7 »     | EPR2   | En projet                 | ~1 670      | ~1 750      | ~4 590           |                       |                     |                        | 2042 (estimé)              |                 |

## Bugey-1 (réacteur UNGG)

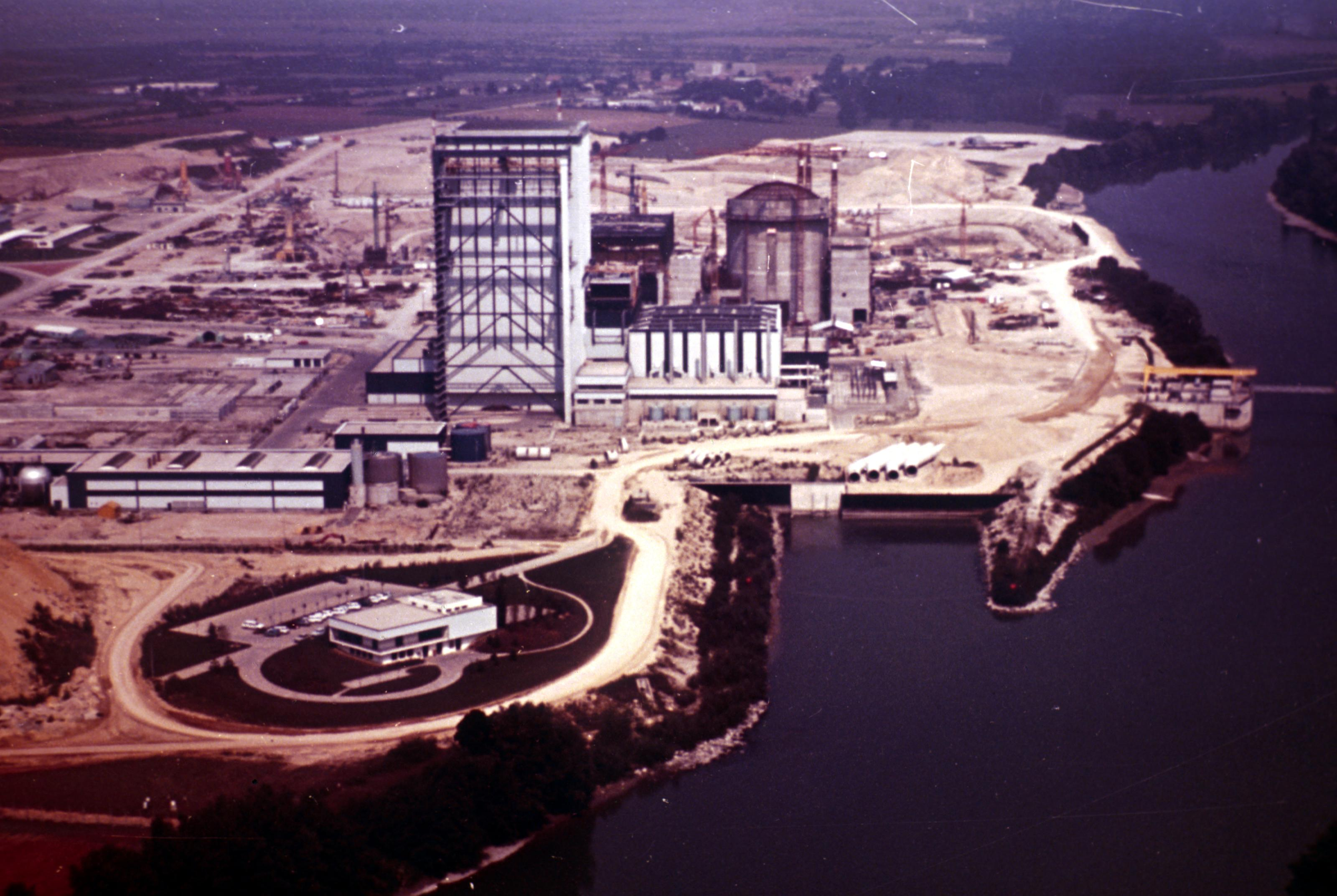
Réacteur no 1 (UNGG) au premier plan, et réacteurs no 2 et 3 en construction au second plan

Les pré travaux du premier réacteur Bugey-1 sont lancés en 1965, et le décret autorisant la création (DAC) est obtenu par Électricité de France en 1968. Le réacteur uranium naturel graphite gaz Bugey 1 est connecté au réseau pour la première fois en 1972.
Avec une puissance électrique de 540 MWe, il s'agit du dernier et du plus puissant réacteur de la filière UNGG construit en France, après ceux des centrales nucléaires de Marcoule, de Chinon et de Saint-Laurent-des-eaux. Le réacteur Bugey-1 est définitivement arrêté le 27 mai 1994 après 22 ans de fonctionnement. Les premiers travaux de démantèlement débutent la même année. Les opérations de mise à l’arrêt définitif se terminent fin 2005.
Le décret d'autorisation de démantèlement est obtenu en 2008 après une enquête publique réalisée en 2006. La fin des travaux, permettant un déclassement du site, est prévue pour l'horizon 2031-2035,.

## Bugey-2 à 5 (palier CP0)
Les quatre réacteurs de la centrale du Bugey sont des réacteurs à eau pressurisée (REP) de 900 MWe, et de modèle dit CP0 pour « Contrat programme 0 ». Ce palier CP0 comprend six réacteurs : les réacteurs nos 2, 3, 4 et 5 de la centrale du Bugey, ainsi que les deux réacteurs de la centrale de Fessenheim. Les mises en service commerciales des réacteurs Bugey-2 et 3 interviennent en mars 1979, puis Bugey-4 en juillet 1979 et Bugey-5 en janvier 1980,,,. Depuis l'arrêt définitif des deux réacteurs de la centrale de Fessenheim, les réacteurs nos 2 et 3 de la centrale du Bugey sont les plus anciens réacteurs nucléaires en exploitation du parc français (46 ans en mars 2025).
Comme tous les autres réacteurs nucléaires français exploités par EDF, la chaudière nucléaire (cuve, générateurs de vapeurs, circuit primaire, pressuriseur et groupes moto-pompe primaires) est fournie par Framatome ; et l'îlot conventionnel (groupe turbo-alternateur équipé d'une turbine à vapeur, l'essentiel de leurs auxiliaires mécaniques et électriques, et le poste d'eau) par Alsthom,.
Les réacteurs nos 2 et 3 ont un circuit de refroidissement dit « ouvert », refroidi par l'eau du Rhône ; les réacteurs nos 4 et 5 ont un circuit de refroidissement dit « fermé », refroidi par l'air au moyen de quatre tours aéroréfrigérantes de 128 mètres de hauteur. Les réacteurs nos 4 et 5 de la centrale du Bugey sont les seuls réacteurs nucléaires français refroidis par deux tours aéroréfrigérantes chacun, tous les autres réacteurs en circuit « fermé » n'ayant qu'une seul tour aéroréfrigérante.
Les quatre réacteurs de 900 MW, produisent en moyenne 20 milliards de kWh par an, soit environ 40 % des besoins en électricité de la région Auvergne-Rhône-Alpes.
En janvier 2020, dans le cadre de la mise en œuvre de la loi sur la transition énergétique, l'exploitant EDF propose au gouvernement français d’étudier la mise à l’arrêt de deux réacteurs de la centrale du Bugey. En février 2022 le gouvernement Jean Castex indique une modification importante de cette loi sur la transition énergétique, puisque plus aucun réacteur en état de produire ne sera fermé à l'avenir, sauf pour des raisons de sûreté.

### Production et maintenance
En 2023, la centrale emploie 1429 salariés EDF et 600 salariés permanents d'entreprises prestataires.
Comme pour les 58 autres réacteurs nucléaires français de deuxième génération, les réacteurs du Bugey étaient conçus pour une durée d’exploitation d'au moins 40 ans. Pour atteindre voire dépasser cette durée de fonctionnement, une réévaluation et un réexamen de sûreté ont lieu tous les dix ans lors des visites décennales. En fonction de l'évolution de la réglementation, des progrès technologiques et du retour d'expérience de l'ensemble des installations nucléaires dans le monde, des modifications sont nécessaires, et sont effectuées pour respecter le niveau de sûreté requis. Une fois terminées, l'Autorité de sûreté nucléaire (ASN) peut autoriser une poursuite de l'exploitation pour dix années supplémentaires.
| Réacteur | 1re visite décennale             | 2e visite décennale                | 3e visite décennale,               | 4e visite décennale,                  |
| -------- | -------------------------------- | ---------------------------------- | ---------------------------------- | ------------------------------------- |
| Bugey-2  | 18 novembre 1989 au 7 avril 1990 | 9 septembre 2000 au 17 mars 2001   | 27 février 2010 au 5 novembre 2010 | 18 janvier 2020 au 15 février 2021    |
| Bugey-3  | 19 juillet 1991 au 28 août 1992  | 31 mai 2002 au 5 octobre 2002      | 8 juin 2013 au 12 novembre 2013    | 11 novembre 2023 au 20 septembre 2024 |
| Bugey-4  | 4 août 1990 au 20 janvier 1991   | 9 juin 2001 au 5 octobre 2001      | 5 février 2011 au 25 juin 2011     | 22 novembre 2020 au 24 juin 2021      |
| Bugey-5  | 26 janvier 1991 au 22 juin 1991  | 13 octobre 2001 au 24 janvier 2002 | 11 juin 2011 au 20 décembre 2011   | 2 juillet 2021 au 3 mai 2022          |

En 1993, les trois générateurs de vapeur de Bugey-5 sont changés, puis ceux de Bugey-4 en 2007, et enfin Bugey-2 et 3 en 2010[réf. nécessaire].

### Sûreté nucléaire

#### Informations et transparence
La loi relative à la transparence et la sureté nucléaire du 13 juin 2006, définit la transparence comme « l'ensemble des dispositions prises pour garantir le droit du public à une information fiable et accessible en matière de sécurité nucléaire ». Dans ce cadre, la centrale diffuse plusieurs sources d'information :
- Un rapport annuel qui reprend les principales dispositions et les résultats du site en matière de sûreté, de radioprotection et d'environnement. Il comporte un avis indépendant du comité d'hygiène sécurité et conditions de travail (CHSCT). Il est disponible auprès de la mission communication de la centrale ;
- Bugey en bref présente les résultats annuels de la centrale et est diffusé dans un périmètre de cinq kilomètres aux riverains du site ;
- Des bulletins sont diffusés régulièrement aux membres de la commission locale d’information (CLI) et aux médias locaux ;
- Bugey l'essentiel est diffusé mensuellement à plus de quatre cent personnes issues du monde de l'enseignement, du médical, de l'industrie, des élus et des associations locales ;
- Un site web publie toutes les mesures faites dans l'environnement et un résumé de tous les événements significatifs de sûreté de niveau 1 ou plus de l'échelle INES (échelle internationale des événements nucléaires).

#### Force d’action rapide du nucléaire (FARN)
Le site dispose d’une des bases régionales de la Force d’action rapide du nucléaire (FARN), force spéciale d’intervention créée en 2011 par EDF, à la suite de l’accident de la centrale nucléaire de Fukushima au Japon. Son objectif est d’intervenir en situation pré‑accidentelle ou accidentelle, sur n’importe quelle centrale nucléaire en France, en apportant des renforts humains et des moyens matériels de secours.

#### Certifications
En 2003 la centrale du Bugey obtient obtient la certification ISO 14001 (management environnemental), en 2005 la certification OHSAS 18001 (gestion de la santé et de la sécurité au travail), et en 2008 la certification ISO 9001 (management de la qualité).

#### Surveillance de l'environnement

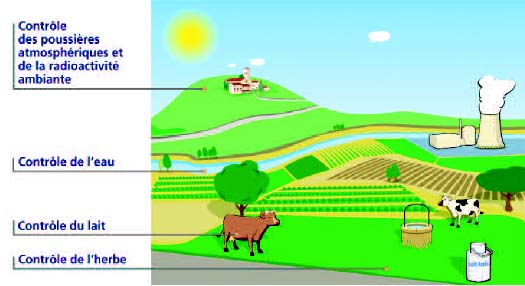
Surveillance de l'environnement

Une surveillance est assurée sur l'eau, la faune et la flore. Ces contrôles représentent 2 000 prélèvements autour du site et 8 000 analyses en laboratoire par an. 13 balises sont installées dans un rayon de 10 km autour de la centrale pour vérifier l'absence de radioactivité.
Les autorisations de prélèvements et de rejets d'eau non radioactifs dans le domaine public fluvial nécessaire au fonctionnement des installations de Bugey sont règlementées par l'arrêté préfectoral du 18 décembre 1995 et par l'arrêté ministériel du 11 juin 2004 pour les situations climatiques exceptionnelles.
Limite règlementaire (arrêté préfectoral) de l'échauffement du cours d'eau et de températures :
- Échauffement : + 7,5 °C (ramené à + 5,5 °C entre le 01/07 et le 15/09)
Note : l'échauffement est principalement du aux unités no 2 et 3 qui ne sont pas refroidies par les aéroréfrigérants.
- Température aval (calculé) : 24 °C (portée à 26 °C pendant 35 jours entre le 01/06 et le 30/09)
- Température de l'eau rejetée : 30 °C

Les prélèvements d'eau dans le Rhône sont les suivants : (ordre de grandeur, pour un débit du Rhône de 200 m3/s à Genève)
- Unités 2 et 3 : 43 m3/s par unité qui sont restitués en aval.
- Unités 4 et 5 : 2 m3/s par unité dont 0,5 m3/s sont évaporés dans les deux tours.

Les quatre réacteurs à pleine puissance prélèvent un total d'environ 90 m3/s soit 45% du débit du fleuve ; parallèlement 89 m3/s sont restitués ce qui représente un prélèvement net de 1% du débit du Rhône (1 m3/s).
En 2023, la centrale sera équipée d'un démonstrateur de récupérateur d'eau dans les panaches des tours de refroidissement permettant d'augmenter la restitution d'eau en aval.

#### Risques naturels et technologiques majeurs sur la centrale
En 2012, les deux risques naturels et technologiques majeurs identifiés pour la centrale sont le risque d'inondation par rupture de digue, de barrage ou remontée de nappe ; et un risque sismique modérée.
En 2018, le risque de rupture de barrage sur l'Ain est rappelé par un reportage de l'émission Envoyé spécial qui indique que le barrage de Vouglans en amont de la centrale du Bugey présente des signes de fatigue et donc un risque accru d’inondation pour le site. Le reportage remarque une faille : alors que la loi impose à EDF de prendre en compte le scénario le plus pessimiste et sachant que la hauteur d'eau officielle du barrage est de 429 m NGF, EDF a établi son niveau de risque en cas de rupture avec une hauteur d'eau de 424 m NGF, ce qui nécessite une vidange préventive de 5 m en cas d’annonce de crue (sources : EDF nucléaire et EDF hydraulique). Cela représenterait 85 millions de m3 qui manquent au calcul de la vague de submersion, et donc, selon le reportage, les informations transmises à l'autorité de sûreté nucléaire sont fausses (54' dans le reportage). Corinne Lepage fait remarquer que le différentiel entre la hauteur de la centrale et le niveau de l'eau n'est que de vingt centimètres, ce qui est une marge de sécurité très faible (intervention à 57' dans le reportage).[non neutre]

## Bugey-6 et 7 (paire d'EPR2)
Le 19 juillet 2023, lors d'un conseil de politique nucléaire réuni par le président de la République Emmanuel Macron, il est décidé de la construction de la troisième paire de réacteurs EPR2 sur le site de la centrale du Bugey, après la première paire à Penly et la seconde à Gravelines. Le gouvernement Borne annonce que le site du Bugey mettra en service les deux réacteurs EPR2 à partir de 2042.
En juin 2024, la Commission nationale du débat public décide l’organisation d’un débat public sur le projet. Le débat public se déroule du 28 janvier 2025 au 15 mai 2025.

## Installation de conditionnement et d'entreposage de déchets activés - ICEDA
Sur le site de la centrale, EDF a construit un entrepôt de 8 000 m2, appelé ICEDA pour Installation de conditionnement et d'entreposage de déchets actifs, et destiné à contenir 2 000 tonnes de déchets radioactifs provenant des neuf réacteurs de la filière française uranium naturel graphite gaz (UNGG) en cours de démantèlement. Le site est en activité depuis l'automne 2020.
Avant l'ICEDA, une « installation de super compactage du Bugey » (ISB) a fonctionné de 1992 à 1994, pour les déchets de l’exploitation courante, d’opérations de maintenance ou de démantèlement des ateliers dans l’ensemble des centrales électronucléaires françaises.

### Retards de construction
Le 6 janvier 2012, la société horticole Roozen installée dans la région obtient la suspension des travaux de construction sur site d'entreposage en raison de la non-conformité du permis de construire d'ICEDA. Ce dernier entre en violation avec un plan local d'urbanisme de la commune de Saint-Vulbas et interdit toute occupation du sol liée à d'autres installations nucléaires que celle du Bugey,.
Le 20 juin 2012, la cour d'appel administrative de Lyon ordonne l'annulation du permis de construire de l'installation de stockage de déchets nucléaires ICEDA dans l'enceinte de la centrale du Bugey. La commune de Saint-Vulbas souhaite réviser son PLU pour ouvrir la zone de sa centrale nucléaire à des constructions extérieures. Selon l'avocat de l'entrepreneur agricole, le site est mal choisi car à proximité d'un fleuve (le Rhône) et d'une centrale nucléaire (du Bugey).
Le 30 décembre 2014, EDF annonce la reprise des travaux à la suite d'un arrêt favorable de la cour administrative d'appel de Lyon le 4 décembre 2014.

### Mise en service
Le 29 juillet 2020, l'ASN autorise la mise en service de l'INB ICEDA. Le premier emballage de déchets radioactifs entreposé par ICEDA est reçu à l'automne 2020 en provenance du chantier de démantèlement du réacteur Chooz A dans les Ardennes.
Le 28 juillet 2020 le Canton de Genève ainsi que quatre particulier contestent l'installation d'ICEDA. Cette requête est rejetée par le Conseil d'État le 22 juin 2022.

## Incidents notables
- 1969 : Un Jodel D-140 percute une ligne électrique qui traverse le Rhône au droit du chantier de la centrale nucléaire de Bugey. L’appareil plonge dans le Rhône en crue, tuant les quatre personnes à bord[54].
- 1984 : Le réacteur no 5 frôle la perte totale de ses alimentations électriques de puissance, ce qui a pour conséquence de créer une fuite au niveau des joints des pompes du circuit primaire[55].
- 2003 : Hausse de la température de l’eau rejetée en raison de la canicule de 2003[56]. Le 20 juillet 2003, la centrale nucléaire du Bugey commet une infraction à la limite autorisée d'échauffement du Rhône. Le 30 juillet 2003, la centrale nucléaire du Bugey commet une infraction pendant neuf heures. La température mesurée n'a pas été révélée.
- 2011 : Sept agents, dont un salarié EDF et six employés d’entreprises extérieures, font sonner les détecteurs de radioactivité au sortir de la zone nucléaire du bâtiment du réacteur no 5, alors à l’arrêt pour cause de visite décennale[57].
- 2011 : Un technicien EDF chargé de la radioprotection de la centrale du Bugey entre par erreur dans un local adjacent à celui où il devait intervenir. Constatant une activité radiologique supérieure à celle prévue, il quitte immédiatement les lieux. La dose d'irradiation totale reçue est mesurée à une valeur inférieure au dixième de la dose annuelle autorisée[58].
- 2011 : Un camion de chantier sortant de la centrale décharge des gravats radioactifs dans une carrière de la région[59],[60].
- juin 2013 : Incendie dans la salle des machines du réacteur 5, au niveau de l’alternateur. La salle des machines est immédiatement évacuée[61]. Soixante-et-onze pompiers rejoints par une équipe d'EDF maîtrisent le feu en deux heures[62].
- juin 2017 : Incendie sur la toiture d'un bâtiment de la zone nucléaire de l’unité de production no 5. Le feu est maîtrisé et l'ASN classe l'incident au niveau zéro[63].

## Mouvement antinucléaire
- 1970 : première manifestation antinucléaire en France, dans le Bugey[réf. nécessaire].
- 1971 : marche pacifique face à la centrale nucléaire du Bugey réunissant 15 000 à 20 000 personnes[64][source insuffisante].
- 2009 : Requête du réseau Sortir du nucléaire devant le Conseil d'État tendant à l’annulation du décret autorisant EDF à procéder aux opérations de démantèlement du réacteur Bugey-1[65].
- 2011 : le Réseau Sortir du nucléaire crée une association locale dans le Bugey[66].
- 2011 : création du collectif Stop Bugey, qui regroupe des partis politiques, des syndicats et des associations[67][source insuffisante].
- 2011 : une quinzaine d'associations suisses déposent une pétition adressée au Conseil d'État genevois pour demander au gouvernement d'agir par tous les moyens juridique et politiques contre le projet de stockage de déchets[68].
- 2012 : Le Conseil général de la ville Suisse de Sion veut vendre la sous-participation que possède la Ville de Sion dans la centrale nucléaire du Bugey en France voisine[69].
- 2012 : Un militant de Greenpeace survole en paramoteur la centrale nucléaire du Bugey[70].
- Mars 2016 : Le canton et la ville de Genève annoncent leur volonté de porter plainte contre X au sujet de la centrale nucléaire française du Bugey pour « mise en danger de la vie d’autrui et pollution des eaux ». Ils sont assistés par l’avocate et ancienne ministre de l’environnement Corinne Lepage. Ils agissent, selon eux, dans le cadre de la constitution cantonale qui leur impose de « tout mettre en œuvre pour s’opposer à toutes velléités nucléaires dans et proches de ses frontières »[71].
- Janvier 2019 : Le canton et la ville de Genève, après avoir vu leur plainte plainte contre X de 2016 classée sans suite, en déposent une nouvelle cette fois-ci sur le droit des installations de la centrale, ce qui devrait permettre la constitution d’une partie civile et la désignation d’un magistrat qui ouvrira une enquête sur le fonctionnement de la centrale[72],[73].
- Avril 2021 : le canton et la ville de Genève déposent un recours contre la décision de l'Autorité de sûreté nucléaire française (ASN) permettant à la centrale du Bugey de fonctionner au-delà de quarante ans[74].

### Polémique sur le nom de la centrale
En 2025, après une quinzaine d'années de négociations infructueuses avec EDF, le syndicat des vins du Bugey assigne le propriétaire de la centrale afin d'obtenir son changement de nom. Selon le syndicat « l’emprunt du nom de l’appellation pour désigner une centrale nucléaire impacte péjorativement le travail fourni et dégrade son image ».